# Ясер Аспрілья
Ясер Еснайдер Аспрілья Мартінес (ісп. Yáser Esnéider Asprilla Martínez, нар. 19 листопада 2003, Баха-Баудо, Колумбія) — колумбійський футболіст, півзахисник англійського «Вотфорда» та національної збірної Колумбії.

## Ігрова кар'єра

### Клубна
Ясер Аспрілья є вихованцем футбольної академії колумбійського клубу «Енвігадо». У грудні 2020 року футболіст дебютував на професійному рівні в першій команді у матчі чемпіонату Колумбії.
У січні 2022 року контракт з колумбійським півзахисником підписав англійський «Вотфорд» але до літа 2022 року футболіст залишався у складі «Енвігадо» на правах оренди.

### Збірна
У 2023 році у складі молодіжної збірної Колумбії Ясер Аспрілья брав участь у домашньому молодіжному чемпіонаті Південної Америки та у молодіжному чемпіонаті світу в Аргентині.
17 січня 2022 року у товариському матчі проти команди Гондурасу Ясер Аспрілья дебютував у національній збірній Колумбії.